# Cirrhigaleus asper
Cirrhigaleus asper es una especie de elasmobranquio escualiforme de la familia Squalidae.